# Selenicereus wittii
Selenicereus wittii là một loài thực vật có hoa trong họ Cactaceae. Loài này được (K.Schum.) G.D.Rowley miêu tả khoa học đầu tiên năm 1986.

## Hình ảnh

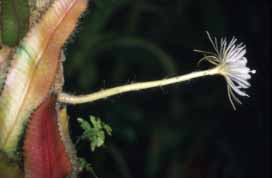
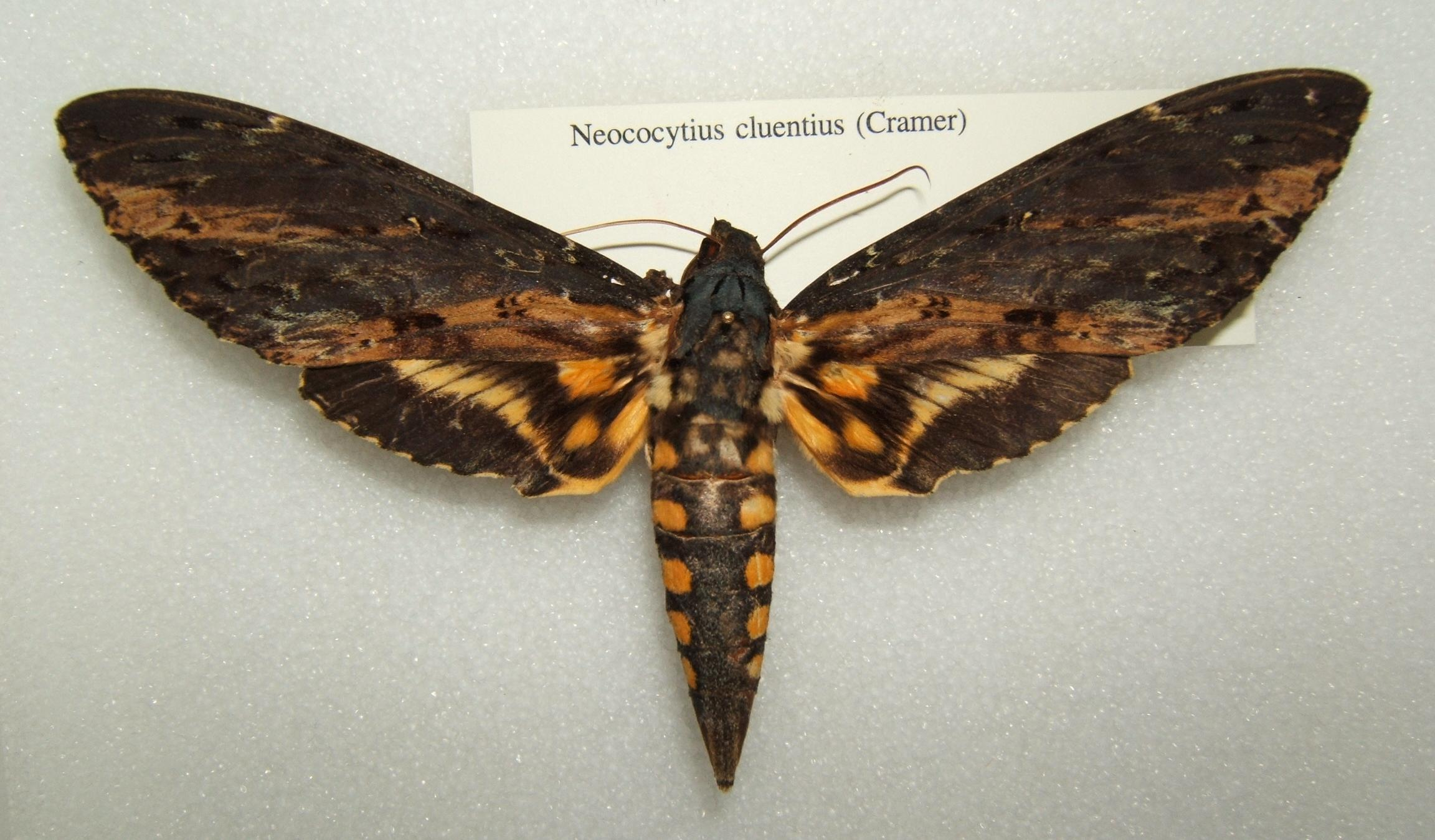
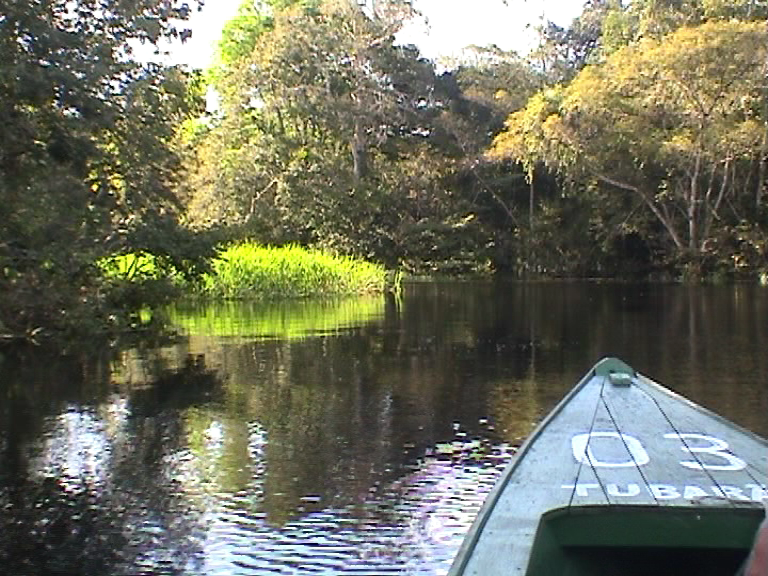